# Никольское (Сорочинский район)
Никольское — село в Сорочинском городском округе Оренбургской области России.

## География
Село находится в западной части Оренбургской области, в пределах возвышенности Общий Сырт, в степной зоне, на левом берегу реки Малый Уран, на расстоянии примерно 12 километров (по прямой) к северу от города Сорочинска, административного центра района. Абсолютная высота — 100 метров над уровнем моря.
Часовой пояс
Село Никольское, как и вся Оренбургская область, находится в часовой зоне МСК+2. Смещение применяемого времени относительно UTC составляет +5:00.

## История
До 1 июня 2015 года входило в состав ныне упразднённого Николаевского сельсовета.

## Население
| 2010 |
| ---- |
| 125  |

Половой состав
По данным Всероссийской переписи населения 2010 года в половой структуре населения мужчины составляли 46,4 %, женщины — соответственно 53,6 %.
Национальный состав
Согласно результатам переписи 2002 года, в национальной структуре населения русские составляли 74 % из 163 чел.